# 1897 en droit
Cet article présente les faits marquants de l'année 1897 en droit.

## Événements
- Tunisie : le programme de colonisation français est adopté avec l’aval des puissances européennes. Une caisse de colonisation sert désormais d’intermédiaire entre l’État et les acquéreurs. Paris obtient également par une série de traités la fin du régime des capitulations.

### Février
- 10 février : liberté de religion à Madagascar.
- 29 février : abolition de la royauté et de la féodalité à Madagascar.

### Mars
- 29 mars : une nouvelle loi établit l’étalon or au Japon. Il s’agit pour le gouvernement de compenser la dépréciation de l’argent, utilisé comme étalon jusqu’alors. À la fin du siècle, le Japon commence à entretenir des finances de grande puissance et doit faire face à une forte progression des dépenses militaires. Quatre emprunts seront émis pour couvrir les dépenses de la guerre contre la Chine.

### Juin
- 16 juin[1] : William McKinley signe le traité d'annexion des îles Hawaii qui deviennent en 1898 le premier pays extérieur incorporé aux États-Unis.

### Juillet
- 7 juillet : le Congrès des États-Unis adopte le Dingley Tariff Bill. Voté par la majorité républicaine, il élève des tarifs douaniers à un niveau jamais encore atteint, soit 57 % en moyenne.

### Décembre
- Affaire Dreyfus : second non-lieu en faveur d'Esterhazy : « Il n'y a pas d'affaire Dreyfus ».